# جارنو مولينبيرغ
جارنو مولينبيرغ (11 ديسمبر 1989 في بلجيكا - ) هو لاعب كرة قدم بلجيكي في مركز الوسط. لعب مع نادي فيسترلو ولوميل يونايتد.

## روابط خارجية
- جارنو مولينبيرغ على موقع قاعدة بيانات كرة القدم.إي يو (الإنجليزية)
- جارنو مولينبيرغ على موقع Soccerway.com (الإنجليزية)